# Liste der Bodendenkmäler in Blaichach
Auf dieser Seite sind die Bodendenkmäler in der schwäbischen Gemeinde Blaichach zusammengestellt. Diese Tabelle ist eine Teilliste der Liste der Bodendenkmäler in Bayern. Grundlage ist die Bayerische Denkmalliste, die auf Basis des Bayerischen Denkmalschutzgesetzes vom 1. Oktober 1973 erstmals erstellt wurde und seither durch das Bayerische Landesamt für Denkmalpflege geführt wird. Die folgenden Angaben ersetzen nicht die rechtsverbindliche Auskunft der Denkmalschutzbehörde.

## Bodendenkmäler der Gemeinde Blaichach

### Bodendenkmäler im Ortsteil Blaichach
| Lage                                              | Objekt | Akten-Nr.     | Bild           |
| ------------------------------------------------- | --- | ------------- | -------------- |
| Ettensberg Schwarzenbacher Holz (Standort)        | Burg Ettensberg→Burgstall des Mittelalters und Burg der frühen Neuzeit. | D-7-8427-0011 | weitere Bilder |
| Blaichach Alter Friedhof am Kirchplatz (Standort) | Mittelalterliche und frühneuzeitliche Befunde im Bereich des abgebrochenen Vorgängerbaus der Katholischen Pfarrkirche St. Martin und Pelagius in Blaichach, mit aufgelassenem Friedhof. | D-7-8427-0052 |                |

### Bodendenkmäler im OrtsteilGunzesried
| Lage                                                           | Objekt | Akten-Nr.     | Bild           |
| -------------------------------------------------------------- | --- | ------------- | -------------- |
| Bihlerdorf Oberzollbrückestraße Hügel über Haus 16 (Standort)  | Burgstall Bihlerdorf-Oberzollbrücke→Burgstall des Mittelalters.                                                                         | D-7-8427-0001 |                |
| Bihlerdorf Bergsporn über dem Bachtobel „Im Bachtl“ (Standort) | Wallburg Bihlerdorf→Befestigung vor- und frühgeschichtlicher oder mittelalterlicher Zeitstellung.                                       | D-7-8427-0008 |                |
| Seifriedsberg (Standort)                                       | Mittelalterliche und frühneuzeitliche Befunde im Bereich der Katholischen Pfarrkirche St. Georg und Mauritius in Seifriedsberg.         | D-7-8427-0046 | weitere Bilder |
| Gunzesried Talstraße 31 (Standort)                             | Mittelalterliche und frühneuzeitliche Befunde im Bereich der Katholischen Kapelle St. Nikolaus in Gunzesried und ihrer Vorgängerbauten. | D-7-8427-0049 | weitere Bilder |